# Mortierellaceae
Division
Sous-division
Classe
Ordre
Famille
Les Mortierellaceae sont une famille de champignons, qui sont considérés depuis 2018 comme les seuls représentants de la division des Mortierellomycota.
La famille faisait classiquement partie des Zygomycètes, avant d'en être séparée.

## Liste des genres
Selon Catalogue of Life (12 juin 2020) :
- genre Aquamortierella
- genre Dissophora
- genre Gamsiella
- genre Haplosporangium
- genre Lobosporangium
- genre Mortierella
- genre Naumoviella